# سیدنم
latitudeسیدنمlongitudeسیدنم
سیدنم (به انگلیسی: Sydenham) (‎/ˈsɪdnəm/‎) یک ناحیه در لندن است که در منطقه لویشام لندن واقع شده‌است.

## خصوصیات
سیدنم ۲۸٬۳۷۸ نفر جمعیت دارد.